# Peroksidaza
Peroksidaza (EC 1.11.1.7, laktoperoksidaza, gvajakolna peroksidaza, biljna peroksidaza, peroksidaza zrna soje, ekstenzinska peroksidaza, hem peroksidaza, oksiperoksidaza, protohem peroksidaza, pirokateholna peroksidaza, skopoletinska peroksidaza, Coprinus cinereus peroksidaza, Arthromyces ramosus peroksidaza) je enzim sa sistematskim imenom fenolni donor:vodonik-peroksid oksidoreduktaza. Ovaj enzim katalizuje sledeću hemijsku reakciju:
2 fenolni donor + H2O2 {\displaystyle \rightleftharpoons } 2 fenoksil radical donora + 2 H2O
Enzimi ove grupe su hemni proteini sa histidinom kao proksimalnim ligandom.

## Literatura
- Torres, E & Ayala, M. (2010). Biocatalysis based on heme peroxidases. Springer, Berlin. стр. 7—110.
- Dunford, H.B. (1999). Heme peroxidases. Wiley-VCH, New York. стр. 33—218.

- Paul, K.G. (1963). „Peroxidases”.  Ур.: Boyer, P.D., Lardy, H.; Myrb; auml; ck, K. The Enzymes. 8 (2nd изд.). New York: Academic Press. стр. 227—274.
- Nicholas C. Price; Lewis Stevens (1999). Fundamentals of Enzymology: The Cell and Molecular Biology of Catalytic Proteins (Third изд.). USA: Oxford University Press. ISBN 019850229X.
- Eric J. Toone (2006). Advances in Enzymology and Related Areas of Molecular Biology, Protein Evolution (Volume 75 изд.). Wiley-Interscience. ISBN 0471205036.
- Branden C; Tooze J. Introduction to Protein Structure. New York, NY: Garland Publishing. ISBN 0-8153-2305-0.
- Irwin H. Segel. Enzyme Kinetics: Behavior and Analysis of Rapid Equilibrium and Steady-State Enzyme Systems (Book 44 изд.). Wiley Classics Library. ISBN 0471303097.
- William P. Jencks (1987). Catalysis in Chemistry and Enzymology. Dover Publications. ISBN 0486654605.

## Spoljašnje veze
- Peroxidase на 